# 山形脩人
山形脩人（1855年—1907年3月25日），幼名勝太郎，字雲林。日本福井縣人。著有詩集《藥煙集》。曾任臺南縣書記官，廢縣置廳之後，接廳長七年，以足瘡病歿於任上，年五十三。曾修治大目降庄（新化舊名）虎頭埤，民間為之立碑銘。因其別墅名「西篁庵」，過世後，吉川田鶴治郎（字牧嶺）編輯悼念其人之詩作曰《西篁薤露集》。

## 生平
山形脩人在安政二年（1855年）出生於今福井縣，1875年5月任職於內務省，1877年1月轉任地租改正事務局，1879年10月改任大藏省。1887年11月任福岡縣收稅長，1890年10月任熊本縣收稅長，1896年6月任兵庫縣收稅長，翌年12月任北海道廳事務官。1900年4月任臺中縣辦務署及斗六辦務署長，同年9月兼臨時臺灣土地調查局事務官，1901年10月任臺南縣書記官，隔月任臺南廳長，1907年3月25日因罹患丹毒去世。